# 上領頼兼
上領 頼兼（かみりょう よりかね）は、戦国時代の武将。吉見氏家臣で、吉見氏庶流の上領氏第6代当主。

## 生涯
石見国の国人・吉見氏の庶流である上領氏第5代当主・上領信貞の子として生まれる。文明14年（1482年）5月21日に父・信貞が周防国山口で戦死したため、幼少の頼兼（当時は峯熊丸）が家督を継いだ。
永正14年（1517年）、安芸国分郡守護の武田元繁と毛利元就が戦った有田中井手の戦いでは、毛利氏に加勢し参陣。10月22日の有田表での本戦では、左眼の上部を負傷しつつも敵を討ち取る武功を挙げた。
天文9年（1540年）、出雲国の尼子晴久が安芸国に侵攻して元就を攻撃した吉田郡山城の戦いにおいても、9月1日に頼兼は安芸国へ出陣して毛利氏に加勢した。元就は翌9月2日に青物一〆を贈って頼兼を労った。天文10年（1541年）1月に多治比川で行われた合戦において軍功を挙げた。天文12年（1543年）7月18日には尼子晴久が頼兼の居城を攻撃したが、頼兼は7月21日に尼子軍の牛尾幸清の陣へ夜襲を仕掛け勝利した。
天文20年（1551年）10月2日、益田藤兼が攻め寄せ、津和野の下領の野戸路山に着陣。10月5日に頼兼の嫡男・頼規が出陣し、下瀬頼定らと共に益田軍と戦って勝利を収める。
天文23年（1554年）3月20日、大内義長が石見国三本松城を攻撃し、陶晴賢が頼兼の居城・七村政国城を攻撃した。頼兼は城を堅守したため、晴賢は城を包囲したが、頼兼は頼規と共に陶軍の本陣へ夜襲を仕掛け撃退した。数日後の明け方には、陶氏家臣の山崎興盛が攻め寄せ、頼兼の居所を攻撃した。この戦いで頼兼の居所は焼失したが、これも撃退することに成功している。
頼兼の没年は不明。